# Яшоварман
Яшоварман (*д/н — 752) — магараджахіраджа Антарведі у 725—752 роках. Більшість відомостей про нього міститься в поемі Вакпаті «Гаудавахо» («Вбивство царя Гауди»), також в «Раджатарангіні» Калхани, джайністських текстах «Прабхавакачаріта», «Прабандха Коша» та «Баппабхаттісурікаріта».

## Життєпис
Походив з династії Вармана. Син магараджі Арунавармана. Стосовно періоду панування зберігаються дискусії: згідно Вінсента А. Сміта — бл. 728—745 роки, Рамашандри Тріпаті — 725—752 роки.

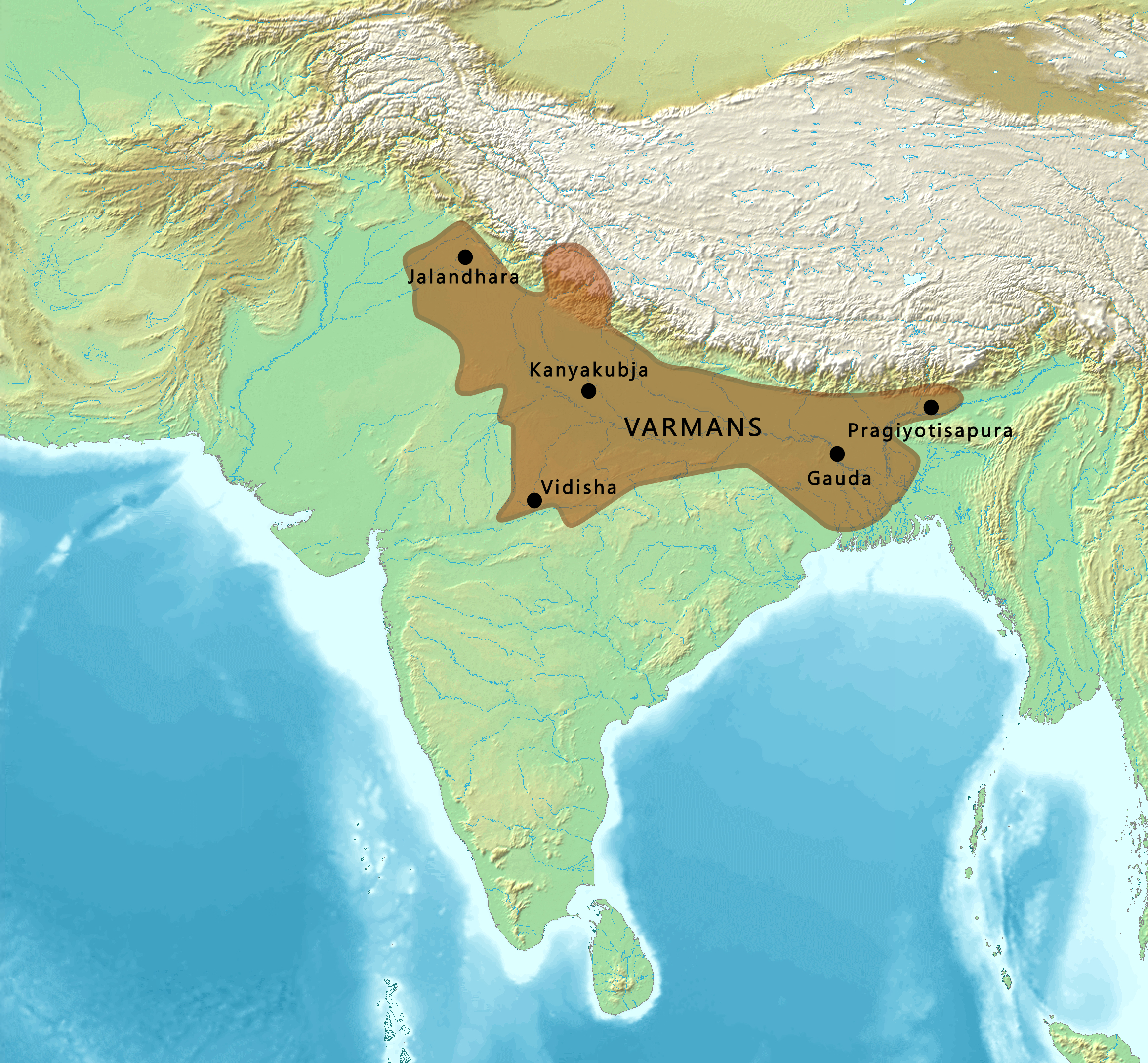
Володіння Яшовармана на 736 рік

Згідно записів здійснив низку походів, внаслідок чого було підкорено землі сучасних Біхара, Бенгалії, західного Декану, долину Інду та Кашмір. Втім останнє видається суперечливим, оскільки там в той час панував могутній самраат Лалітадітья Муктапіда. Також відомо з інших джерел, що бл. 731 року Яшоварман завдав поразки Джівітагупті II з Пізніх гуптів, захопивши практично усю Маґадгу (сучасні Біхар і Бенгалія). Водночас відправив посольство до танського імператора Сюань-цзуна для укладання союзу проти Тибетської імперії, що мала інтереси в Біхарі та Камарупі. Крім того, є ймовірним успішні дії Яшовармана проти Дадди III, гуджарського володаря Лати. Ці успіхи дозволили йому прийняти титул магараджахіраджі та почати карбувати власні монети.

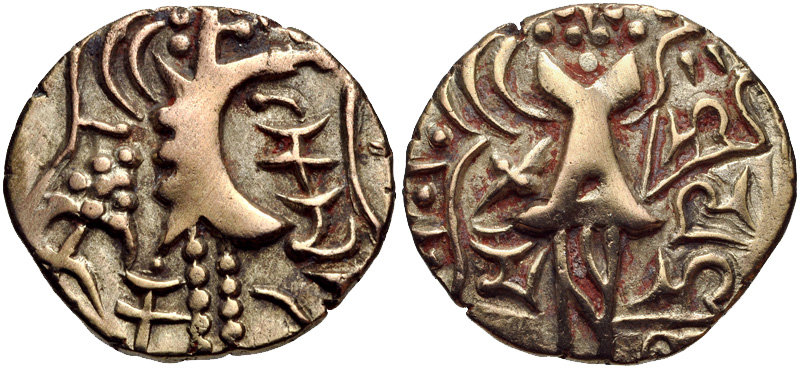
Монета Яшовармана

Подальший наступ до гирла Гангу та на північний схід перервало вторгнення кашмірців на чолі із Лалітадітьєю Муктапідою, від якого бл. 736 року Яшоварман тяжкої поразки, внаслідок чого вимушений був визнати зверхність Кашміру. До кінця панування Яшоварман втратив усі свої завоювання, які відійшли до Лалітадітьї.
Дослідження старовинних джерел істориком Ранеш Чандрою Маджумбара дозволив припустити, що бл. 740 року Яшоварман виступив проти Лалітадітьї Муктапіди. але знову зазнав поразки, зберігши володіння лише навколо Каннауджа. Помер бл. 745 року. Йому спадкував син Ама.

## Меценат
Був прихильником джайнізму. Також повернув Каннауджу статус одного з важливіших культурних центрів Північного Індостану.